# Gramophonedzie
Gramophonedzie (uitgesproken als "grem-moo-fooned-tzie") is de artiestennaam van de Servische DJ Marko Milićević uit Belgrado. Gramophonedzie maakt voornamelijk remixes van bestaande liedjes. Hij werd internationaal vooral bekend door zijn nummer Why Don't You uit 2010, dat in het Verenigd Koninkrijk op de twaalfde plaats belandde en een top 10-hit werd in Vlaanderen. In Nederland werd de single uitgeroepen tot 3FM Megahit op 3FM en bereikte het de 17de plaats in de Top 40.

## Discografie

### Singles
| Single met eventuele hitnotering(en) in de Nederlandse Top 40 | Datum van verschijnen | Datum van binnenkomst | Hoogste positie | Aantal weken | Opmerkingen              |
| ------------------------------------------------------------- | --------------------- | --------------------- | --------------- | ------------ | ------------------------ |
| Why Don't You                                                 | 2010                  | 20-03-2010            | 17              | 6            | #19 in de Single Top 100 |

| Single met hitnotering(en) in de Vlaamse Ultratop 50 | Datum van verschijnen | Datum van binnenkomst | Hoogste positie | Aantal weken | Opmerkingen |
| ---------------------------------------------------- | --------------------- | --------------------- | --------------- | ------------ | ----------- |
| Why Don't You                                        | 2010                  | 13-03-2010            | 7               | 11           |             |